# مركز خدمة الرسائل القصيرة
مركز خدمة الرسائل القصيرة (بالإنجليزية: SMSC)‏ هو عنصر شبكة في شبكات الهاتف المحمول، والغرض منه هو تخزين وتحويل وتحويل وتسليم رسائل خدمة الرسائل القصيرة (SMS).